# Mathématiques pour l'industrie et la physique
Le laboratoire Mathématiques pour l'industrie et la physique (MIP) fut un laboratoire de recherche de mathématiques appliquées à Toulouse (Unité mixte de recherche du CNRS). En 2007, MIP est devenu en disparaissant l'une des trois composantes fondatrices de l'Institut de mathématiques de Toulouse (IMT).